# 복카치오 93
"복카치오 93"는 한국에서 제작된 김기영 감독의 1993년 영화이다. 김성수 등이 주연으로 출연하였고 한현숙 등이 제작에 참여하였다.

## 출연

### 주연
- 김성수
- 김광배
- 진주희
- 김경진

### 조연
- 남포동
- 장선
- 정애진
- 조영이
- 박동룡
- 진봉진
- 정지희
- 주상호
- 홍충길
- 유수진

## 기타
- 원작자: 임웅순
- 조명: 최입춘
- 녹음: 손인호